# Laurel Highlands
La Laurel Highlands è una regione nel sud-ovest della Pennsylvania (Stati Uniti) composta da diverse contee:
- Contea di Cambria
- Contea di Fayette
- Contea di Somerset
- Contea di Westmoreland.

La sua popolazione è di circa 600.000 abitanti.
Le colline che compongono questa regione sono le più alte della Pennsylvania, con i monti Allegani che raggiungono i 979 metri. Il clima è pertanto più fresco rispetto a quello di altre zone dello Stato.
La zona è popolare per il trekking, le escursioni, la caccia, la pesca della trota, l'osservazione della fauna selvatica e lo sci alpino. Sono presenti numerosi parchi protetti, luoghi ricreativi e alberghi.
Tra le particolari architetture si segnala la casa sulla cascata.